# نازانو
نازانو هي كومونا تقع في العاصمة روما في منطقة لاتسيو الإيطالية، وتقع على بعد حوالي 40 كيلومترا ( 25 ميلا ) شمال روما.

## المدن التوأم
- ياش، رومانيا، منذ عام 1999